# شيلدون إيبس
شيلدون إيبس (بالإنجليزية: Sheldon Epps)‏ هو مخرج أمريكي، ولد في 15 نوفمبر 1952 في لوس أنجلوس في الولايات المتحدة.

## وصلات خارجية
- شيلدون إيبس على موقع IMDb (الإنجليزية)
- شيلدون إيبس على موقع قاعدة بيانات برودواي على الإنترنت (الإنجليزية)